# Meiacanthus nigrolineatus
Meiacanthus nigrolineatus és una espècie de peix de la família dels blènnids i de l'ordre dels perciformes.

## Morfologia
- Els mascles poden assolir 9,5 cm de longitud total.[4][5]

## Reproducció
És ovípar.

## Alimentació
Menja zooplàncton.

## Hàbitat
És un peix marí de clima tropical i associat als esculls de corall.

## Distribució geogràfica
Es troba al Mar Roig i el Golf d'Aden.